# Аустријско царство
Аустријско царство била је средњоевроспка држава. Царство је успостављено 1804. као реакција на стварање Првог француског царства под Наполеоном I. Први цар Аустрије био је Франц II, који је у то време носио и титулу цара Светог римског царства, са којег је абдицирао након Наполеонове реорганизације Рајнског Савеза Немачке 1806. У процесу задржавања царске титуле, он је подигао статус Аустрије из надвојводства у царство.
1866. Аустрија је ушла у рат са Италијом и Пруском. Рат са Италијом свршен је победом Аустрије, али је Аустрија била поражена y рату са Пруском. Последица тога била је да је Аустрија изгубила венецијанску област, и иступила из Немачког савеза.
Након неуспелих покушаја реформе устава, Аустријско царство претворено је у Аустроугарску 1867. под Францом Јозефом I. Тај потез дао је једнак статус и мађарским територијама.

## Стварање
Главне промене које су обликовале Аустријско царство догодиле су се на конференцијама у Раштату (1797—1799) и Регензбургу (1801—1803). 24. марта 1803. проглашено је Царско веће које је знатно смањило број црквених подручја (с 81 на само 3) и царских градова (с 51 на 6). Цар Фрањо узео је наслов цара Аустрије, напустивши потом, 1806. наслов цара Светог римског царства.
Распад Светог римског царства убрзано је француском интервенцијом у септембру 1805, кад је 20. октобра те године аустријска војска што ју је предводио генерал Карл Мак фон Либерих поражена код града Улма. Притом је заробљено око 20.000 аустријских војника. Наполеон је поново победио 2. децембра 1805. код Аустерлица, па је Аустрија присиљена на преговоре који су трајали од 4. до 6. децембра 1805. и који су се завршили примирјем.
Француске победе навеле су нека подручја која су зависила о Аустрији да се осамостале. Тако се 10. децембра 1805. изборни кнез Баварске прогласио краљем, а потом је то учинио и изборни кнез Виртемберга, 11. децембра. Коначно, 12. децембра, маркгроф Бадена добио је је наслов великог војводе. Свака од тих нових земаља потписала је споразум с Француском и постала њеном савезницом. Пожунски мир, потписан 26. децембра 1805. проширио је територија Наполеонових немачких савезника на рачун Аустрије.
Кад је 11. августа 1804. цар Светог римског царства Франц II узео наслов цара Аустрије као Франц I, његово се царство протезало од севера данашње Италије до Холандије, и од данашње Пољске до Хрватске. У границама царства живело је 6.500.000 Немаца, 3.360.000 Чеха, 2.000.000 Валонаца и Фламанаца, 1.000.000 Пољака, 900.000 Хрвата, 700.000 Срба, 700.000 Словенаца и бројне мање народности. Цар је и даље задржавао наслов краља Угарске, Чешке, Хрватске, Славоније и Далмације. Царство је устројено у централистичком облику, премда су угарске земље имале посебан положај с властитим сабором, а посебан је положај имао и Тирол. Подручје угарских земаља укључено је коначно у састав Аустријског царства након гушења револуције 1848.

## Привреда
На почетку века, број становника Хабзбуршке монархије (Аустрија, Чешка, Угарска и др.) износио је око 28 милиона, да би се до 1850. године повећао на 36 милиона. Била је то аграрна земља; у Аустрији и Чешкој од пољопривреде је живело 70% становништва, у Угарској чак 90%. Феудални систем и даље је био заступљен; многи сељаци живели су у кметској зависности. Племство је свесно потребе развоја капиталистичке привреде у Хабзбуршкој монархији те се предузимају неопходне реформе као што је нпр. Лајош Кошут тврдио да је потребан закон о обавезном откупу сељака у коме би учествовала и држава (половину откупне цене). Аустрија у првој половини века такође пролази кроз индустријску револуцију, али је она спорија од револуције у западним земљама. Индустријски преображај овде је завршен тек седамдесетих година. Развија се железница. Прва пруга пуштена је у рад 1832. године (27 км). До 1846. године изграђено је укупно 148 км пруге. У развоју поморског саобраћаја најзначајнију улогу игра Тршћански лојд, крупно поморско предузеће основано 1833. године. До 1846. Лојд је имао 20 пароброда.

## Бечки конгрес
На јесен 1814. године, након завршетка рата Шесте коалиције, окупило се у Бечу 216 представника свих европских држава, сем Турске. Бечки конгрес највећи је међународни дипломатски скуп у дотадашњој историји и то ће остати све до 1918. године. Сви учесници, укључујући и француског представника Таљерана, били су одлучни противници револуције и желели су реконструкцију Европе по принципима легитимизма. Међутим, уместо простог враћања на раније стање, прихваћен је низ компромиса. Велике силе су тако шириле своју територију. Границе су прекрајане, а политички системи мењани у складу са њиховим интересима. Прву реч на конгресу водили су руски цар Александар I и аустријски канцелар Метерних, пруски министар председник гроф Харденберг, британски министар спољних послова Кестлери и француски министар Таљеран. Пруска је била најмање утицајан члан од великих сила. Велике силе су 9. марта 1814. године потписале мир у Шомону којим су се обавезале да ће се значајна питања решавати заједно, за дипломатским столом. У ту сврху је и сазван конгрес. Сем великих сила, ниједна друга учесница није битније одлучивала у доношењу одлука. Све је решавано на тајним састанцима, баловима, свечаностима, позоришним комадима и пријемима, у кругу петорице представника великих сила.
Као и Русија, и Аустрија се залагала за очување феудалног система. На европском плану, Метерних је настојао да спречи даље јачање Пруске и Русије те се супротстављала њиховим територијалним претензијама на Саксонију и Пољску. Залагала се и за очување нејединства у Немачкој и Италији. Ломбардију и Венецију је директно потчинила. Желела је целу обалу Јадранског мора и што више територија у Пољској. Аустрија се на Конгресу одрекла западне Галиције са Краковом (који је постао слободан град), али је добила све територије јужно и источно од Висле. Аустрији је припала и Венеција, Ломбардија, Илирија, Далмација, баварски Тирол, некадашњу надбискупску кнежевину Салцбург. Број немачких држава је са 350 смањен на 38 (34 државе, 4 слободна града). Најмоћнија од њих била је Краљевина Пруска. Заједно са Аустријом, ове државе чиниле су лабав савез Бунд (Немачки савез) којим је замењено уништено Свето римско царство. Једина заједничка институција Буда била је заједничка Скупштина (Бундестаг) састављена од делегата шест најмоћнијих немачких држава. Доминантна у Бундестагу била је Аустрија.

## Света алијанса
У години свог тријумфа, неке чланице Седме коалиције образовале су Свету алијансу. Идеолошка основа, у складу са Светим писмом, формулисана је манифестом од 26. септембра 1815. године. Аустријски канцелар Метерних и руски цар Александар имали су водећу улогу у оснивању Свете алијансе. Циљ Алијансе био је да брани опште принципе и правила који воде ка свеопштем миру заснованом на Бечком конгресу. У ствари, Алијанса је бранила интересе великих сила одређених у Бечу. У лигу је имала права да се укључи свака држава која прихвати водеће место Аустрије и Русије. Аустријски цар је универзална права хабзбуршке династије пренео са Светог римског на Аустријско царство и тако је себи давао за право да гуши све покрете за народну слободу и националну независност сматрајући их за главне полуге револуције.
Полазна тачка за настанак Алијансе је уговор у Шомону из 1814. године који предвиђа да се након Наполеоновог пада закључи специјални уговор о савезу хришћанских владара Европе против оживљавања револуције и бонапартизма. Аустријски цар и пруски краљ прихватају Александрове идеје изложене у Шомонском уговору септембра 1815. године када је потписан заједнички Манифест о стварању Свете алијансе. Прихватили су га и други владари, сем британског краља, који је само изразио подршку. Новембра 1815. године потписан је Други париски мир којим су и формално окончани Наполеонови ратови. Тиме је Света алијанса учвршћена. Опредељујући се за хришћанске идеолошке основе, велике силе су из савеза искључиле турског султана као исламског владара. Прави разлог тога била је жеља Аустрије и Русије да себи не везују руке у источном питању. На Бечком конгресу оно није уопште расправљано. На првом конгресу Свете алијансе (Ахен 1818.) руски цар ће издејствовати пријем Француске.

### Интервенција у Италији
Након Бечког конгреса, у Италији, Шпанији и Француској делује карбонарски покрет, настао још током Наполеонових ратова, 1808. године у Напуљу. Циљ му је уједињење Италије и ослобођење од аустријског утицаја. Највеће незадовољство је у Напуљској краљевини којом је апсолутистички владао Фердинанд I Бурбон. Априла 1820. године избија побуна генерала Гиљерма Пепеа у градићу Нола код Авелина. Краљ је прогласио враћање устава из 1812. године и поставио Пепеа за врховног команданта војске. Спроводе се реформе сличне онима у Шпанији. Јула исте године избија устанак у Палерму на Сицилији која тражи самосталност острва. Почетком октобра у Напуљу се састаје Парламент који саставља нову владу Матеа Галдија. Аустрија је на то жестоко реаговала и сазвала конгрес Свете алијансе у Тропау (Опава у Чешкој). Јануара 1821. године конгрес се преноси у Љубљану када је пристигао и Фердинанд који је побегао из Напуља. Одређено је да се у Италију пошаље аустријска војска. Она је поразила Пепеа код Гариљана, па Аустријанци марта 1821. године улазе у Напуљ. Побуна избија и у Пијемонту где је краљ Виторио Емануел присиљен да абдицира у корист свог брата Карла Алберта који проглашава устав по узору на шпански. После заузећа Напуља, аустријске трупе нападају Торино. Карло Алберт бежи у Модену, а устанак је угушен.

### Карлсбадске одлуке
Блиски карбонарским удружењима су и буршеншафти у Немачкој. Буршенштафти су врхунац достигли 1818. године. Окупљају се представници 14 буршеншафта у замку Вартбург у Саксонији и усвајају „Принципе и Декларацију од 18. октобра“ којима траже слободу и национално јединство. На састанку Свете алијансе у Ахену 1818. године одлучили су се на озбиљнији отпор. Буршеншафти су баш тада учинили неколико иступа који су изиритирали немачке владаре. Студент теологије, Карл Лудвиг Занд, убиће 1819. године режимског писца Коцебуа. Репресалије су биле сурове. Метерних је предложио пруском краљу састанак на коме ће се организовати заједничка немачка акција против ултралиберализма. Он је одржан у Теплицу 1819. године. На бази састанка Метерниха и пруског краља, сазван је у Карлсбаду августа исте године састанак свих немачких владара на којој су донете одлуке против либерала. Буршеншафти се забрањују, професори се стављају под контролу и сл. Карлсбадске одлуке највећи су тријумф Метерниха и Аустрије. Формирана је Централна истражна комисија са седиштем у Мајнцу преко које је Аустрија лично утицала на унутрашња питања у немачким државама. Утицај Аустрије у Немачкој конфедерацији расте, док утицај Пруске опада. Уставни преображај Пруске је онемогућен. Пруски краљ Фридрих Вилхелм III распустио је уставну комисију.

## Метернихов систем у Немачкој
Након Карлсбадских одлука, Немачка је дефинитивно била подвргнута Метерниховом политичком систему који је свој врхунац достигао између 1818. и 1822. године. Главна тачка Метерниховог система био је мир Европе на основама легитимизма и рестаурације старог поретка пре Француске револуције. Метерних је мирним путем настојао да искључи Пруску као главног фактора Немачког савеза. Метерних је настојао да постигне јединство немачког света ради одбрана од претензија Русије и Француске. Метернихов систем није успео да у потпуности угуши слободарске опозиције и отпор у Немачкој. Истина, до 1823. године буршеншафти су растурени. Опозиција се одлучила за пропагандни, легални пут, ка постизању слободе и уједињења. Најповољније стање за то било је у Баварској. Одјек Јулске револуције био је у Немачкој снажан. Пруска влада одбацила је сваку идеју о војној интервенцији у Француској. Долази до сукоба са интересима Француске у Белгији. Аустрија је за то време имала проблеме у Италији. Метерних је такође одбацио сваку могућност интервенције у Француској, па чак и у Пољској.
Након Јулске револуције избијају немири у немачким државама, али они остају у оквирима тих држава. У Брауншвајгу и Саксонији дошло је до смена на престолу. Остали немачки владари дали су својим државама нове конституције и друге законе од којих је најпрогресивнији био Устав Хесен-Касела из 1831. године. У Бадену, велики војвода Леополд мора да попушта те је повећана слобода штампе. У Баварској је укинута цензура, а 1832. године одржан је скуп у Ханбаху поводом годишњице баварског Устава. Скуп је имао револуционаран карактер. Вијориле су се заставе буршеншафта и пољских револуционара и носиле су се кокарде Француске револуције на шеширима. Скуп у Ханбаху био је знак за поновну мобилизацију читаве немачке реакције. Репресалије су појачане у целој Немачкој. Цензура је пооштрена, а 1800 људи је проглашено велеиздајницима.
У циљу сузбијања аустријског утицаја у Немачкој, Пруска 1834. године оснива Царински савез. Он представља неку врсту економске федерације. Иако је у почетку створен ради сузбијања енглеске индустријске робе, касније је постао средство за сузбијање политичке моћи Аустрије у немачким државама.

## Дипломатија
На међународној сцени европске политике у периоду од 1815. до 1848. године доминирају три проблема: борба против револуција, спољне интервенције у унутрашње послове других земаља и источно питање.
Сваки покушај обнављања Свете алијансе наилазио је на жесток отпор Француске (која је претила да ће на сваку интервенцију Аустрије у другим земљама, слати своје трупе у исте земље) и Британије (која је била мање изричита). Ове две државе су 1834. године, заједно са Шпанијом и Португалијом склопиле споразум којим је створен Четворни савез за одбрану либералног режима од напада споља. Антанту су, међутим, квариле англо-француске супротности на старом континенту, Медитерану и прекоморским колонијама. Луј Филип се постепено приближава Метерниху што ће довести до склапања француско-аустријског споразума 1838. године. Врхунац англо-француског неповерења наступиће у време друге египатске кризе (1839/40). Руси, Аустријанци, Пруси и Енглези склапају 1840. године Четворни споразум о одбрани османског интегритета. Споразум је уперен против Француске. Резултат је скапање Лондонског споразума, познатог и као Дарданелски уговор о мореузима. Он представља озбиљан пораз Руса. Након склапања споразума долази до француско-аустријског зближавања. Метерних има француску подршку у ликвидацији Краковске републике 1846. године. Интервенцију против швајцарских устаника спречиће избијање револуција 1848. године.
У пољској Галицији која је након 1815. године припала Аустрији долази до побуна сељака против властеле (1846). Аустрија је то искористила да окупира град Краков, једини део Пољске који је након Бечког конгреса остао независан. На његовој територији формирано је Велико Војводство Краков.

## Владавина Фердинанда I
Франца I (1806-1835) је наследио неспособни Фердинанд I (1835-1848) који се у послове државе готово није мешао. Држава је била строго централизована; једно тело, са центром у Бечу, водило је рачуна о пословима у најудаљенијим деловима царства. Најзначајнија личност у држави био је Метерних, да би од 1826. године као конкурента имао реформама склонијег Франца Антона Коловрата. Метерних се од његовог доласка интересовао више за спољнополитичка питања. Стварају се покрети опозиције. Опозиционари се окупљају у емиграцији, штампају књиге, брошуре, утичу на омладину преко школа и универзитета. Најзначајнији покрет је „Млада Аустрија“. Она тражи три ствари: враћање реформној политици просвећеног апсолутисте Јозефа II, буржоаски преображај Аустрије и демократско устројство државе.

### Национални покрети у Аустријском царству пред избијање револуција 1848. године
Велика колонизација у Аустрији од краја 17. века попунила је ненасељене просторе Хабзбуршког царства. Она долази са југа (словенске масе беже пред Турцима), са истока (влашки живаљ са Карпата), са севера (Мађари, Словаци, Русини). У источним и јужним деловима царства појам нације припада само мађарском племству. Оно је бранило своју битну привилегију тј. право од бечког централизма и других друштвених слојева, као и од осталог немађарског становништва. Срби у Угарској уживају одређене повластице. Хрватска и Славонија су по историјском праву уживале одређени посебан положај. Почетком века на просторима царства званични језици су немачки, италијански и пољски. Мађарски језик је привилегован, али је у угарским деловима званични језик латински.
У складу са Сатмарским уговором из 1711. године Угарска је имала специфичан положај у царству. Власт је формално била подељена између угарског краља (у ствари аустријског цара) и сталешког Сабора. Сабор је подизао војску, али је њен командант био цар. Сабор је одлучивао о порезима, али су цару припадали приходи од рудника, царина, солана и сл. Извршну власт вршило је Намесничко веће које именује законодавна власт која се заснива на договору краља (цара) и Сабора. Племство је доминирало у Угарској. Оно је и бројчано било веће него у осталим крајевима Европе (нпр. 11 пута веће него у Француској 1789. године).
Посебан сабор и свог бана имају и Хрватска и Славонија, али су из њене надлежности изузете Далмација и Војна граница које су стављене под директну контролу Беча. Срби после 1690. уживају верска права и посебну црквену организацију. Положај Румуна био је најтежи. Они су и у верском погледу били стављени под јурисдикцију српске цркве — Карловачке митрополије, под којом ће остати до 1863. године.
Крајем 18. века најснажнији национални покрет у Хабзбуршкој царевини био је мађарски национални покрет. Најважнији захтев мађарског двора била је што већа независност Угарског сабора, мада су Мађари у Угарској чинили мањину, односно само 35% становништва. На челу покрета почетком 1840.тих година нашао се Лајош Кошут. Мађарско племство развило је поставку да су само Мађари нација и историјски народ у Угарској јер су на тим просторима имали вековно политичко јединство у облику државе. Мађаризација је убрзала и националне покрете других народа. Жесток отпор мађаризацији пружили су Саксонци у Трансилванији борећи се за немачки језик и равноправан положај са Мађарима. Јавља се и прва румунска интелигенција; покреће се први румунски лист, јављају се школе итд. Словачки национални покрет такође се снажно опире мађаризацији. Протестантски словачки кругови окупљају се око Људовита Штура, који тражи избор посебног Словачког сабора.
Идеје о српској аутономној области нису се гасиле. Матица српска основана је 1826. године, а годину дана раније изашао је „Летопис Матице српске“. До 1848. године најважније тековине српског националног препорода јесу Вукове књиге и језичка реформа. Код Хрвата, племство је било попустљиво према Мађарима гледајући у њима заштитника аристократије и својих привилегија. Сабор иде дотле да 1829. године уводи обавезно више образовање на мађарском језику. Од 1830. године на сцену ступа нова генерација плебејског (сељачког и малограђанског) порекла која се залаже за увођење народног језика у образовање. Предводи је Људевит Гај. Ова генерација тражи политичко уједињење свих хрватских области у заједници са Угарском. Године 1847. Сабор је донео одлуку о хрватском као званичном језику у држави.
И код Чеха је отпочео национални препород обележен борбама за употребу народног језика. Тридесетих година настаје Матица чешка и одржавају се прве позоришне представе на чешком језику. Пољски национални покрет у Аустрији јача од 1830.тих година, а има снажан центар у Паризу где га предводи гроф Адам Чарторијски.

### Аустрославизам
Пред 1848. годину јављају се две идеје које су део историје националног питања у Хабзбуршкој монархији. Реч је о панславизму и аустрославизму. Реч „панславизам“ настала је 1826. године. Употребио ју је Словак Херкел како би означио постојање свести о општесловенској духовној и културној припадности. Од тада га више употребљавају непријатељи Словена него они сами. Увек када се говорило о панславизму говорило се о завери диригованој од стране руске владе. Аустрославизам је свест Словена о потреби чувања Аустрије, насупрот царској Русији јер се веровало да су перспективе за развој слободе и националне афирмације словенског народа увек веће у саставу Аустрије него што би биле у саставу Русије. Из идеје аустрославизма проистећи ће идеја о федеративном устројству Хабзбуршке монархије.

## Револуција 1848. године
Револуција која се у литератури обично назива „револуцијом 1848.“ представља само завршну фазу револуционарног покрета започетком 80 година раније.
Узрок кризе из 1846. године, као и оне из 1788. године, може се видети у метеоролошким неприликама; превише кишовито пролеће и изузетно суво лето. Последица тога је веома лоша жетва. Неродне године низале су се још од 1842. што доводи до смањења производње кромпира. Кромпир је од 17. века омогућавао најсиромашнијим Европљанима да живе, замењујући им хлеб. Пораст цене је негде био и двоструки. Владе су интервенисале са закашњењем. Најпре су забраниле извоз жита. Жито из иностранства могло се увозити без царине. Криза из 1846—7. године није била само криза пољопривреде. Погођене су, такође, и индустрија и финансије.
Париска револуција од 24. фебруара 1848. године и успостављање Друге француске републике представља велики подстрек за револуције у осталим деловима Европе. Немири захватају и Беч. Метерних одбија да попусти. Ничу барикаде, пљачкају се продавнице. Царска породица приморала је Метерниха да поднесе оставку.
У Бечу напредује револуција све до 17. маја. Цар бежи у Инзбрук. Рајхстаг је донео одлуку о укидању кметства, властеоских права, кулука без надокнаде. Тежњу ка националној независности испољавају и Чеси. Крајем маја, гувернер Чешке саставља владу од 8 чланова, а 2. јуна отворен је Словенски конгрес који је сазвао Словак Стур. Међутим, у граду избијају немири. Конгрес се распао, реакција је започела отприлике у исто време као и у Француској.
У Мађарској је 11. априла изгласан устав захваљујући Лајошу Кошуту. Устав је дао Мађарској независност и успоставио парламентарни и демократски режим. Аустријски генерал Виндишгрец руководио је борбама против Мађара у чему су му помагали Хрвати на челу са Баном Јелачићем. Рат ће трајати годину дана.
Када је аустријска влада позвала Бана Јелачића да крене на Мађаре, у Бечу избија побуна услед размимоилажења мишљења поводом сукоба између Немаца, Словена и Мађара. Радници и студенти, као и део Националне гарде, дижу барикаде. Њима се супротставио други део гарде. Министар рата је убијен. Побуњеници заузимају арсенал са 30.000 пушака. Цар напушта Беч и склања се у Оломуц у Мађарској. У Бечу је образован Стални комитет који се задовољио стварањем „револуционарне армије“. Цар је наредио Виндшигрецу да поново успостави ред у Бечу. Беч је опседнут. Револуционари су се предали новембра 1848. године. Репресије су биле сурове. Међу убијенима је и један од вођа устаника, Роберт Блум. Обновљена царска влада поништила је све тековине револуције сем укидања феудалног режима. Ова одлука била је потребна како би се сачувала верност сељака. Цар Фердинанд I, чији је углед опао, абдицирао је у корист Франца-Јозефа (1848-1916). Он је поново успоставио апсолутизам. Главни проблем Аустрије, аграрни проблем, решен је револуцијом из 1848. године.
Мађари су крајем августа коначно раскинули са Бечом. Јелачић је септембра започео напад на Мађарску. Мађарску војску предводио је адвокат Лајош Кошут који је октобра 1848. године именован председником комитета за одбрану Мађарске. Мађари постижу успехе. Али, чим је успоставио ред у Бечу, Виндишгрец је пренуо на Мађарску. Јануара 1849. године заузео је Пешту и потукао Мађаре код Каполне. Мађарску војску предводило је малобројно племство. Априла 1849. године проглашена је независност Мађарске у Дебрецину. Побуњеничка војска ослобађа Пешту. Аустријској војсци су у помоћ пристигли Руси под Иваном Паскјевичем. Пред Русима, мађарски побуњеници су капитулирали код Вилагоша 13. августа. Поново је успостављено јединствено Аустријско царство. Кошут и остале побуњеничке вође беже у Османско царство.
Након пораза револуције, поново је на ред дошло питање уједињења Немачке. Фридрих Вилхелм је одбио царску круну коју му је понудио франкфуртски Парламент. Намеравао је да влада федерацијом држава у којој би Пруска имала водећу улогу. Аустрија је то настојала да спречи. Она је пруској идеји о федерацији супротставила своју идеју о конфедерацији немачких држава са Аустријом као водећом државом.

### Рат против италијанских држава
Револуције из 1848/9. године дале су подстрека италијанском ризођименту. Услед тога, избија Први рат за уједињење Италије. Догађаји у ломбардско-венецијанској области изазвали су рат са Аустријом. Патриоти су изазвали штрајк у трговини дуваном и лутријом што је изазвало сукобе између становника Милана и аустријских трупа генерала Јозефа Радецког. Сваког дана дешавали су се нови инциденти; напетост је расла. Побуну у Милану, познату као „Пет дана Милана“ (18-22. март 1848.) изазвале су вести из Беча о Метерниховом паду (14. март) и укидању цензуре (18. март). Устаници су 17. марта напали владину палату, на шта је Радецки 18. марта наредио својим трупама да окупирају град. Било је касно; улице су већ биле начичкане барикадама. Устаници су одбили понуђено примирје. Милано је 23. марта био ослобођен. Аустријанци су изгубили између 600 и 4000 људи. Вести из Беча су и у Венецији изазвале сличне последице. Данијел Манин је тражио да се поново успостави Млетачка република. Манин је постао њен први председник. Аустријске трупе се повлаче. Побуном Милана и Венеције избио је рат италијанских држава против Аустрије. Након ослобађања Милана, Карло Алберто је од стране либерала приморан да Аустрији објави рат. У Милану је формирана привремена влада. Она је била подељена на Фусионисте (присталице уједињења са Венецијом и Ђеновом) и Републиканце. Тоскански војвода изјавио је да жели у рат. Чак је и папа Пије пустио невелику дивизију од командом генерала Дуранда ка северу. Међутим, папа је 29. априла одржао говор у коме је званично одбио да објави рат Аустрији. То је ставило тачку на мир о „либералном папи“. Од тада по први пут се на улицама Рима демонстрира против папе. У Северној Италији се, тако, нашло свега 40.000 сардинијских војника, мршави одреди Ломбардије-Венеције и одред из Америке који је сакупио Гарибалди, слаби тоскански и напуљски контингенти и колебљиве римске трупе под генералом Дурандом. Радецки, коме је у појачање дошао генерал Нугент, кренуо је у офанзиву.
Дурандо је потучен код Виченце од стране аустријске војске. Падом Виченце пресечене су везе између сардинско-ломбардских снага са једне, и Венецијанаца са друге стране. Римљани и Напуљци се повлаче. Парма, Пјаченца и Модена изгласале су припајање Пијемонту, а јуна 1848. године Пијемонту је припојена и Ломбардија и венетске области Падове и Виченце. Радецки је због тога наставио офанзиву. Велика битка вођена је код Кустоце 25. јула 1848. године. Аустријанци односе велику победу. Карло Алберто приморан је да тражи примирје. Након пада Милана, генерал Саласко добио је наређење да са Аустријанцима уговори примирје под било којим условима.
Саласково примирје (9. август 1848.) предвиђало је да Аустрији буде враћена венетска област са Пармом и Моденом. О судбини Ломбардије није пала одлука, али је она била под аустријском окупацијом. Саласково примирје изазвало је огорчење у Венецији и Торину. Влада у Пијемонту је збачена, а град Венеција је изгласао припајање Пијемонту. У ствари, Венеција је прогласила независност и привремену владу, на челу са Манином. Данијел Манин је обновио Млетачку републику (1848-9).
Саласково примирје одузело је Карлу Алберту углед који је имао. На јесен и зиму 1848/9. године у Пијемонту се води борба између станке која је подржавала комунални федерализам (муниципали) и демократа. Демократе односе победу и образују нову владу на челу са Ђобертијем као председником и Ратацијем као министром унутрашњих послова. Демократе су захтевале да се рат настави. Ђоберти је настојао да преузме команду над војском од краља. Приморан је на оставку фебруара 1849. године, а Ратаци је саставио нову владу. Ратно стање је обновљено. Аустријанци односе одлучујућу победу у бици код Новаре (23. март) која је, у ствари, означила и крај револуција у Италији. Карло Алберто је абдицирао у корист свог сина Виктора Емануела II који је са Аустријом склопио мир одричући се било каквог територијалног проширења и сваког облика пружања подршке италијанском уједињењу. Морао је платити и велику ратну одштету. Претња Француза спречила је Аустријанце да окупирају Пијемонт.
У Тоскани је Скупштина предложила да се сазове јединствена Италијанска уставотворна скупштина по узору на франкфуртски Парламент у Немачкој. Велики војвода Тоскане побегао је у Гаету, као и папа Пије. Тосканом је овладао тријумвират на челу са Гверацијем. Његова влада оборена је након пораза Пијемонта код Новаре. Аустријанци су ушли у Фиренцу маја 1849. године. Велики војвода обновио је своју власт.
После Саласковог примирја, папа Пије је у Риму образовао нову владу на челу са Французом Пелегрином Росијем. Он се борио за образовање италијанске конфедерације. Убијен је од стране непознате групе људи на улици. Избиле су демонстрације које су приморале папу Пија на побегне из Рима у Гаету (део Напуљске краљевине). Демократи су загосподарили градом и створили 9. фебруара 1849. године Римску републику. Световна власт папе је укинута. Након пораза Пијемонта код Новаре, папа позива Аустријанце да интервенишу у Риму. Интервенцију су, међутим, предузели Французи желећи да спрече ширење аустријског утицаја у Риму. Војску је предводио генерал Удино. Французи су јула 1849. године ушли у Рим. Римска република је укинута, а Французи су овладали градом чиме је створено „римско питање“ које ће наредну двадесет и једну годину бити доминантно на међународној политичкој сцени.
Обновљеном Млетачком републиком управљао је тријумвират на челу са Манином. Он је, након сазнања вести од поразу код Новаре, добио неограничена овлашћења и задатак да организује одбрану. Гарибалди је узалуд покушавао да помогне устаницима. Принуђен је да преко Алпа бежи из Италије. Тада му је умрла жена Анита, а идућих 10 година водио је пустоловни живот. Аустријанци су ушли у Венецију 26. августа.
Пад Венеције и одлазак Мацинија и Гарибалдија означио је крај револуције у Италији 1848. године. Она није успела, јер се Италијани нису ујединили. Шири разлог за неуспех италијанске револуције јесте неуспех европске револуције. Постоје и посебни, италијански разлози: разједињеност италијанских револуционара, узајамно неповерење држава, недовољност друштвених реформи које нису могле да поведу и сељачке масе за грађанским вођама револуције.

## Оломуцке пунктације
Пруска је половином века у сукобу са Данском око Шлезвиг-Холштајна. То је једно од најкомпликованијих питања тадашње дипломатије. Војводства Шлезвиг и Холштајн лежала су уз јужне границе Данске, а у северозападном делу Немачке. Она су била у персоналној унији са Данском, а истовремено и чланице Немачког савеза (са већинским немачким становништвом). Током целог 19. века, дански краљеви настојали су да ова војводства чвршће вежу са себе, док су се војводства трудила да остану што независнија. Те супротности довеле су 1848. године до избијања рата између војводстава и Данске. Данска војска била је јача и однела је победу код Идштета. Посредовањем Енглеза, у Берлину је 1850. године закључен мир између Данске и Пруске којим је окончан рат око Шлезвиг-Холштајна. Швеска, Данска, Француска и Британија су са Данском потписале Лондонски протокол о неопходности одржавања интегритета Данске. Протоколу се придружила и Аустрија, док је Пруска одбила. Тада је избила знаменита хесенска афера.
У Хесену, кнез и влада желели су што више ограничити права Скупштине и рестаурисати апсолутизам. Скупштина је познала народ да обустави плаћање пореза. Кнез је тражио помоћ Скупштине Конфедерације. Реагују Аустрија и Баварска, док се Пруска успротивила. Две војске, савезничка и пруска, нашле су се једна насупрот друге. Став Русије тада је био крајње претећи према Пруској. Цар Никола послао је армије из Пољске према западу. Француска концентрише трупе на својој граници. Пруси су приморани да се повуку. Председник владе, Мантојфел, састао се децембра 1850. године са Шварценбергом у Оломуцу. Тада су донесене „Оломуцке пунктације“ којима се предвиђало да ће се проблем Хесена решавати заједнички и да ће, ако буде потребно, Аустрија и Пруска заједно реаговати у Шлезвиг-Холштајну. Две државе су демобилисале војску. Мантојфел се прећутно одрекао равноправности са Аустријом, а Аустрија свог плана о великој Немачкој. У Пруској су Оломуцке пунктације примљене као нека врста капитулације и понижења пред Аустријом. Тако је и било, јер се Пруска морала сада залагати за обнову Немачке конфедерације, на истим принципима као и 1815. године. Тако је дошло до обнове Конфедерације која ће, међутим, бити кратког века.

## Бахов апсолутизам
После пораза револуција, у Хабзбуршкој монархији обновљен је апсолутизам који носи назив „неоапсолутизам“ или „Бахов апсолутизам“ по презимену његовог главног протагонисте, Александра Баха. Устав грофа Стадиона, донесен 1849. године, укинут је након гушења Бечког устанка. Франц Јозеф (1848—1916) заменио га је својим Патентом који је дело грофа Кибека. Њиме је основано саветодавно тело које је цару давало савете о најважнијим државним питањима. Председник Савета царства био је сам Кибек. Франц Јозеф је, заједно са својим министрима, све послове у држави водио сам. Неоапсолутизам, који је везан најпре за име Швајценберга, а затим за име Александра Баха, ипак је дело самог цара. Долази до бржек капиталистичког преображаја Царства. Одређен је откуп за сељаке и рок од 17 година да се он исплати, уз помоћ државе. Огроман новац слива се у руке земљопоседника, а они га инвестирају у производњу. Важна мера је укидање свих унутрашњих царина, чиме је на простору целог Царства створено јединствено тржиште. Изградња железница се интензивирала, а најважнија железница изграђена је на релацији Беч-Трст.
Држава није толерисала никакво политичко окупљање. Цензура је била строга. Године 1855. склопљен је конкордат Беча са Ватиканом којим се цар одрекао од права санкције на папске одлуке о именовању епископа у Хабзбуршкој монархији. Конкордат је садржао и одлуку о давању надокнаде цркви за десетину коју је изгубила током револуција. Школе су стављене под надзор цркве. Мађарска је лишена свих облика државности. Подељена је на пет управних области подвргнутих Бечу директно. Службени језик био је немачки. Сурово гонећи револуционаре, генерал Хајнау се 1849. године хвалио како на просторима Угарске у следећих 100 година неће бити револуције. Отпор ипак није био потпуно угушен. Деловао је из емиграције. Постојале су конзервативна струја (брани историјска права Угарске под влашћу Хабзбурга) и либерална струја (залаже се за потпуну револуцију).

## Учешће у Кримском рату
Две су силе, након гушења револуција из 1848. године, испољиле изузетан интерес за источно питање; Аустрија и Русија. У Аустрији је завладао страх од могућих покрета на Балкану те је целокупна аустријска источна политика након 1849. године усмерена на одбрану статуса кво на Балкану и против било каквог напада на интегритет Османског царства. Између 1870. и 1875. године у Аустрији ће бити изграђен читав мит о револуционарној опасности која јој прети са истока. Интереси источне политике Руске империје били су сасвим супротни. Она је сматрала да је након револуција Европа исцрпљена и неспремна да брани Турску. Једино је Британија могла пружити неки отпор, али се Русија уздала у чињеницу да Британија у континенталне ратове никада не срља сама.
Порта је Русији објавила рат и започела операције на Дунаву и Кавказу. Руси, наравно, односе победе. Слом Турске био је на видику исте године кад је рат започео. Њена флота у Црном мору је уништена. Султану су у помоћ прискочиле велике силе; најпре Француска и Британија, које Русији објављују рат 1854. године. Рат се претворио у европски. Енглези су у њему били решени да се „боре до последњег Француза“. Русија је приморана да повуче трупе из Влашке и Молдавије. Тамо су привремено ушли Аустријанци. Наполеон им је нудио да објаве Русији рат, а да за узврат након победе добију Дунавске кнежевине, али Беч то није смео прихватити.

## Други рат за уједињење Италије
Упркос политичкој реакцији након гушења револуција, Италију је средином века захватио општи економски полет, који је најприметнији у Пијемонту. Он је 1858. године имао 5 милиона становника и већ 900 км железнице. Развој индустрије довео је до повећања градског становништва и повећања потрошње пољопривредних производа што је довело до њиховог скока цена и просперитета у пољопривреди. Краљевина Двеју Сицилија и Папска држава знатно спорије се развијају. У то време преовлађују две струје, односно политичке концепције о путевима којима уједињење треба постићи. Прва је републиканска концепција Ђузепеа Мацинија, који се залагао за уједињење путем буржоаско-демократске револуције. Друга, тада знатно реалнија, била је струја сардинског краља Виторија Емануела II и Камила Бенца ди Кавура, која се састојала у програму окупљања свих италијанских патриота око сардинске династије и свих италијанских држава око Пијемонта. Овој концепцији прилазе и Данијел Манин и Ђузепе Гарибалди. Централна фигура ове концепције је Кавур (1810—1861).
На спољнополитичком плану, Кавур је настојао да обезбеди благонаклоно држање Наполеона у предстојећем сукобу са Аустријом. Сам француски цар хвалио се својом карбонарском прошлошћу подсећајући на његово учешће у устанку у Ромањи 1831. године. Аустрија је колебање француског цара покушала искористити сматрајући да ће лако поразити Пијемонт. Рат је избио априла 1859. године. Французи су одмах упутили своје трупе преко Алпа, а део француских војника бродовима се кретао ка Ђенови. На челу француске армије био је сам цар. Русија је у овом рату била неутрална, Британија није благонаклоно гледала на француску интервенцију, а Пруска се о том питању неповољно изјаснила. Рат се водио успешно по савезнике, захваљујући исподпросечним аустријским командантима и Гарибалдијевим добровољцима „црвенокошуљашима“. Прва битка вођена је 4. јуна код Мађенте. Генерал Мак-Махон успео је да обезбеди победу савезницима. Аустријски генерал Ђулаји је поражен, а Наполеон и Виторио Емануеле нису се показали претерано успешним на челу својих војски. Три недеље касније вођена је битка код Солферина. Била је веома крвава и трајала је 12 часова. Завршена је победом савезница. Пут ка Венецији сада је био отворен. Међутим, Наполеон је одједном са Аустријом закључио примирје из следећих разлога: војнички разлог (француска војска није била спремна за дуго ратовање), политички разлог (уједињена Италија није одговарала ни Француској) и психолошки разлог (Наполеон је код Солферина по први пут видео право и крваво ратиште, што га је сломило). У складу са споразумом, Аустрија је предала Ломбардију француском цару, а он Пијемонту. Венеција је остала Аустрији. Италијани су проклињали Наполеонову издају. Након примирја које је потписано у Вилафранки, закључен је новембра 1859. године и Циришки мир. Њиме је завршен Други рат за уједињење Италије.
Италијански патриоти за то време подижу устанке у Парми, Модени, Тоскани и Папској држави. Кавур је настојао да их уједини у једну државу, Провинцију Емилију, која би касније била припојена Пијемонту. На своју страну придобио је и Наполеона који је убедио велике силе да и оне пристану. За узврат, Француском царству припојене су Ница и Савоја. Међу најнезадовољнијима овим споразумом био је Ђузепе Гарибалди који је рођен у Ници.
Рат са Аустријом избио је у склопу Аустријско-пруског рата 1866. године. Италијани доживљавају поразе, али је коначан исход рата довео до тога да Венеција ипак припадне Италији. Преко Наполеона, Аустријанци су је уступили непријатељу. Након заузећа Венеције поново се поставило питање Рима. Гарибалди се успео ослободити и окупити одред од 8000 добровољаца који је поново поражен од француске војске која је у бици код Ментане користила пушке новог типа — шаспо. Рим је заузет од трупа Краљевине Италије 20. септембра 1870. године. Постао је нова престоница Италије. Најнезадовољнији је био папа Пије IX који се повукао у Ватикан у добровољно ропство и који није признао италијанску државу. Спор папе и Италије трајаће до 1929. године, а решиће га папа Пије XII и Бенито Мусолини.

## Сукоб са Пруском
Након гушења револуција 1848/9. године, Аустрија је успоставила превласт у немачком свету. Обновљен је Немачки савез, а поново је прорадила и Савезна скупштина свих немачких држава, каква је постојала и након Бечког конгреса. Превласт Аустрије била је привремена. Пруска ће је престићи економском снагом. Она је 1851. године обновила Царински савез. Политички покушаји Аустрије да у два маха (1857. и 1860.) разбије Царински савез, завршени су неуспехом. Пруска железница развија се огромном брзином чиме је Пруска дефинитивно стекла предност над Аустријом. Почетком 1860.тих година у Пруској је 11.000 km железнице, док је са Аустријом повезан једино Минхен. Развој рударства други је чинилац пруског економског успона. У Рајнској области настају неки од највећих рударских центара Европе.
У политичкој мисли Немачке и даље су постојале две концепције: Велика и Мала Немачка. Међутим, идеја Велике Немачке слаби, а превагу постепено стиче друга идеја, идеја Мале Немачке, односно идеја о стварању јединствене немачке државе без Аустрије, по уређењу парламентарне монархије, у којој ће бити поштоване личне и грађанске слободе. Конзервативни кругови Пруске залагали су се такође за немачку државу која би била окупљена око династије Хоенцолерн.
Пруска је по доласку Бизмарка на власт била завађена са свим европским државама, сем са Русијом. У таквим условима је 1863. године избио рат са Данском (Други шлезвички рат). Након смрти данског краља Фредерика VII, војводства Шлезвиг и Холштајн, позната по рату из 1848/9. године, нису за новог краља прихватила Кристијана IX коме је престо припадао по женској линији, већ су за свог краља прокламовали Фридриха од Аугустенбурга. Аустрија и Пруска решиле су да из овог сукоба извуку корист. Швезвиг и Холштајн налазили су се на необично значајном стратешком положају јер су излазили на два мора (Северно и Балтичко). Пруска и Аустрија признале су Кристијана за краља, али су захтевале да се дански устав не користи у спорним војводствима. Данска је захтев одбила те је дошло до рата који је вођен током 1864. године. У Другом шлезвичком рату, Данска је поражена и приморана да се одрекне Шлезвига, Холштајна и Лауенбурга. Између Аустрије и Пруске дошло је до сукоба око поделе плена. Решење је пронађено на Гаштајнској конференцији (1865) по којој је Холштајн припао Аустрији, а Лауенбург и Шлезвиг Пруској.

### Аустријско-пруски рат
Постигнут споразум за обе стране био је само добијање времена ради припрема за коначан рат. Бизмарк је на своју страну привукао Француску. У купалишту Бијарицу он се октобра 1865. године састао са царем Наполеоном и успео га је изиграти околишањем не обавезујући се ни на шта, а обезбеђујући неутралност Француске у предстојећем рату и француску помоћ у врбовању Италије за рат против Аустрије. Бизмарк је коначно 8. јуна 1866. године успео да изазове прекид односа између две државе и почетак рата. На страни Пруске била је Италија, а на страни Аустрије већина немачких држава. Аустрија је изгледала надмоћнија. Пруска је рат повела великом брзином. Она није допустила да Аустријанци споје трупе са трупама немачких државица, већ их је тукла појединачно. Војске Хановера и Баварске избачене су из рата до 4. јула. Најспособнији аустријски војсковођа Алберт ратовао је у Италији, док се у Чешкој (где су вођене главне операције рата) способном пруском генералу Молткеу супротставио неодлучни генерал Бенедеку. До одлучне битке дошло је код Садове (Кенигрец) у којој се Бенедекове трупе тешко поражене, изгубивши 40.000 војника. Био је то крај рата.
Прашким мировним уговором Аустрија је предала Холштајн Пруској, прихватила распад Немачког савеза и право Пруске да северно од Мајне образује нови савез под својим вођством. Услови су били благи по Аустрију. Бизмарк се задовољио преузимањем хегемоније у немачком свету.

## Завођење дуализма у Хабзбуршкој монархији
Порази у Италији 1859. године отворили су дубоку кризу апсолутизма у Хабзбуршкој монархији. Цар Франц-Јозеф приморан је да Лаксенбуршким манифестом из 1859. године обећа спровођење административних реформи уставног карактера. Први видљиви знак попуштања Мађарима јесте одлука о повлачењу Царског указа из 1849. године о подели Угарске на пет округа и враћање на старе жупанијске организације. Цар је објавио и указ о сазивању „појачаног“ Царевинског већа (Рајхсрата) чији је задатак био да састави предлоге реформи. У Царевинском већу је, и поред многобројних супротности различитих нација, превласт однела идеја федералистичке концепције 1860. године. Ослањајући се на предлоге Царевинског већа, Франц-Јозеф је октобра 1860. године објавио своје уставне одлуке познате као „Октобарска диплома“. У читавој држави уведено је заједничко законодавно тело (Рајхсрат) које је контролисало спољну политику, спољну трговину, одбрану (војску) и финансије. Октобарском дипломом били су незадовољни готово сви. Мађарској је она донела многе уступке (обнову жупанијског система, признавање мађарског као званичног језика, припајање Војводства Србије и Тамишког Баната), али Мађари нису били задовољни. Кошут је у то време врло активно делова из Париза где је основао „Мађарски национални директоријум“. Мађарски народ диже се на устанак у Пешти одбацујући Октобарску диплому. Ново уставно решење цара био је „Фебруарски патент“ којим је Царевинско веће претворено у дводомни Парламент. У Горњем дому седели су од цара именовани чланови из редова крупне аристокартије, док су у Доњем седели делегати покрајинских (земаљских) сабора. Сви ненемачки делови Хабзбуршке монархије устали су против Фебруарских патената. Мађари су били најодлучнији. Угарски сабор одбацио је Фебруарски патент. У доношењу оваквих одлука, Мађаре је предводила „Странка одлуке“ под Ференцом Деаком. Деак је био привржен начелима Устава из 1848. године.
На предлог владе Антона Шмерлинга (Шмерлингов провизоријум — период хабзбуршке историје од 1861. до 1865.), цар је 1861. године распустио Угарски сабор, укинуо жупанијску поделу и подвргао Угарску војној управи (нешто блажој него до 1859. године). Порези се прикупљају силом, а сваки отпор сурово је гушен. Шмерлингова влада изазвала је стварање широке опозиције у Угарској. Смењена је 1865. године владом Рикарда Белкредија. Белкреди преговара са Мађарима и укида репресивне мере из 1861. године. Поново је сазван Угарски сабор, а септембра 1865. године укинут је Фебруарски патент. Белкреди води преговоре са Ференцом Деаком. Аустро-угарска нагодба била је на видику 1866. године.

### Аустро-угарска нагодба
Пораз код Садове убрзао је реорганизацију Царства. Деак није желео да уцењује Аустрију, али је понављао своје становиште да унија Мађарске са Аустријом може бити само персонална, никако реална. У догађаје се умешало и словенско становништво Царства које се 1866. године састало у Бечу на Словенконгресу. Белкреди се супротстављао мешању Словена у питање увођења дуализма. Он је 1866. године поднео оставку, а следеће године цар је за председника владе довео грофа Бајста. Бајст је отворио завршне преговоре са Ђулом Андрашијем, представником Деакове странке. Већ 17. фебруара 1867. године постигнут је споразум и објављен у виду Царског рескрипта који је 18. фебруара изнет пред Угарски сабор. Овај ће га усвојити 29. маја као посебни закон — Законски члан XII, познатији као Аустро-угарска нагодба.
Аустро-угарском нагодбом је, до тада јединствена Аустријска царевина, конституисана као персонална унија, односно двочлана федерација две самосталне државе, Аустрије и Угарске. Заједнички владар, Франц-Јозеф, крунисан је у Пешти круном Светог Стефана 8. јуна 1867. године за угарског краља. У Аустрији, он је носио царску титулу. Свака држава имала је сопствену владу, своје законодавство, парламент, управу и судство. Заједнички послови били су одбрана земље, односи са иностранством и финансије за заједничке послове. За те послове постојала су три заједничка министарства на челу са тројицом заједничких министара. Одлуке од општег значаја доношене су на заједничким министарским саветима којима је председавао најчешће министар спољних послова Царевине, али је могао председавати и сам цар-краљ.
Након завођења дуалистичке монархије, у аустријском делу донесен је Устав којим је Аустрија претворена у парламентарну монархију. У угарском делу (Транслајтанији), у Парламенту је већину имала Деакова партија крупних великопоседника. На челу владе је до 1871. године Ђула Андраши.
Проблем са Хрватима решен је Хрватско-угарском нагодбом. Хрватској је призната „земљишна цјелокупност“ што је значило да јој треба припојити и Далмацију и Војну крајину на чему ће радити и угарска влада. Службени језик у Хрватској је „хрватски језик“. На челу „Краљевине Хрватске, Славоније и Далмације“, односно на челу хрватске владе је бан, одговоран Хрватском сабору, кога именује владар, на предлог председника угарске владе. Хрвати имају своје представнике у Угарском сабору и пет места у делегацији Угарске која расправља заједничке послове Монархије. Укинута је непосредна веза Хрватске са Бечом. Хрватска је подређена непосредно угарској влади.